# Escadron de transition opérationnelle 1/8 Saintonge
L'Escadron de Transition Opérationnelle 1/8 Saintonge est une unité de formation des pilotes de chasse de l'armée de l'air française volant sur le biréacteur d’entraînement Alpha Jet depuis la base aérienne 120 de Cazaux. 
À partir du 25 août 2015 l'escadron fait à nouveau partie de la 8e Escadre de chasse reformée le même jour sur la base de Cazaux jusqu’à sa dissolution le 26 août 2020.

## Historique

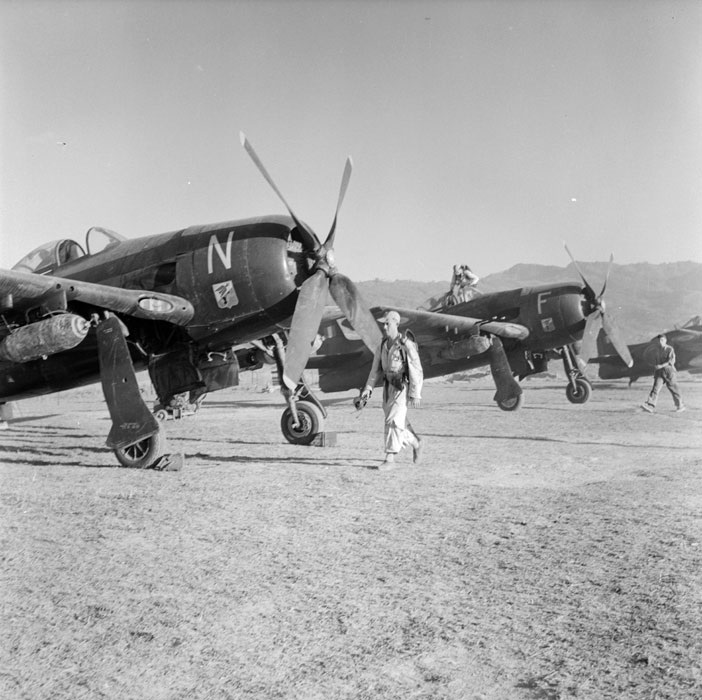
Des Bearcats F8F1 du GC I/8 Saintonge durant la guerre d'Indochine.

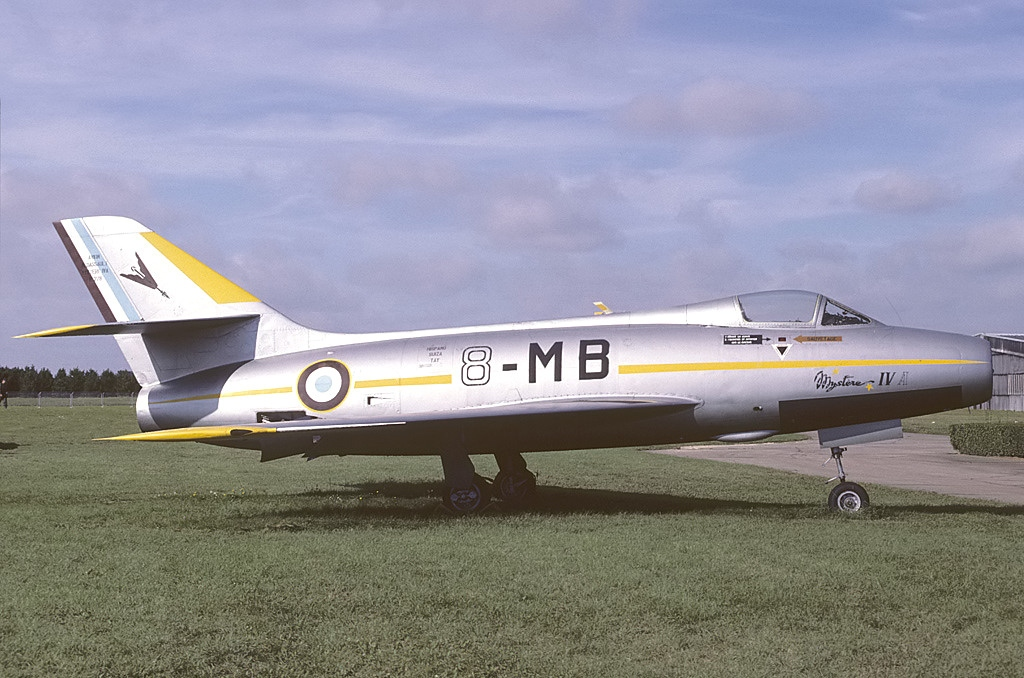
Mystère IVA aux couleurs du Saintonge

L'escadron trouve ses origines dans le Groupe de Chasse I/8 formé au sein de la 8e escadre de chasse, le 1er juillet 1936, à Marignane, à partir des escadrilles 3C2 et 4C1. Il s'illustrant pendant la campagne de France en remportant 44 victoires aériennes, du 10 mai au 26 juin 1940, avant d'être dissous le 8 novembre 1942.
En 1944, le 1er Groupe de Chasse FFI, dit Groupe Doret, reprend les traditions des escadrilles 3C2 et 4C1. Il est composé de D.520 repris aux troupes d'occupation qui avaient réquisitionné les usines Dewoitine, pour attaquer les Allemands dans la région bordelaise et la poche de Royan. Le Groupe Doret est ensuite incorporé dans le Groupe de Chasse II/18 Saintonge fin 1944.
Devenu Groupe Mixte I/8 Saintonge en 1951, il participe aux opérations en Indochine sur Bearcat F8F-lB. De 1953 à 1955, il prend l'appellation GC I/22 Saintonge. En 1954, il est renommé Escadron de Chasse 1/8 Maghreb sur la base de Rabat-Salé en 1954. 

En février 1955, alors qu'il est équipé de chasseur à réaction Mistral. Il participe aux opérations aériennes de la Guerre d'Algérie, en support des troupes au sol.

Équipé de Mystère IVA depuis 1959, il reprend son nom de EC 1/8 Saintonge en 1960 puis déménage à ORAN La Senia en Novembre 1960. L'escadron prend brièvement ses quartiers sur la Base aérienne 133 de Nancy-Ochey en Juillet 1961, avant d'y être dissous la même année.

Il renaît en 1964 sur la Base aérienne 120 "Commandant Marzac" de Cazaux.
Le 1er septembre 1995 le Saintonge est rebaptisé Escadron de Transition Opérationnelle ETO n°1 Saintonge.
Enfin il prend sa dénomination actuelle d'Escadron de Transition Opérationnelle 1/8 Saintonge le 1er septembre 2009.
Le 26 août 2020 marque la mise en sommeil de l'ETO 1/8 Saintonge. Cette dernière faisant suite au départ de tous les Alphajet + Belges qui équipaient l'AJETS 2/8 Nice.

## Désignations successives
- Groupe de Chasse I/8 : 1er juillet 1936 au 8 novembre 1942
- Groupe de Chasse II/18 Saintonge : 1er décembre 1944 au 1er mars 1946
- Groupe Mixte I/8 Saintonge : 16/01/1951 au 01/11/1953
- Groupe de Chasse I/22 Saintonge : 01/11/1953 au 27/07/1954
- Escadron de Chasse 1/8 Saintonge :
  - 09/09/1960 au 01/12/1961
  - 01/02/1964 au 31/07/1993
- Escadron de Chasse 1/7 Saintonge : 01/12/1961 au 01/03/1962
- Escadron de transition opérationnelle 1/8 Saintonge : à partir du 31 juillet 1993

## Rattachements successifs
- 1re escadre de chasse : 04/06/1945 au 01/07/1945
- 2e escadre de chasse : 01/07/1945 au 01/03/1946
- 7e escadre de chasse : 01/12/1961 au 01/03/1962
- 8e escadre de chasse : 
  - 16/01/1951 au 01/11/1953
  - 09/09/1960 au 01/12/1961
  - 01/02/1964 au 31 juillet 1993
  - 25 août 2015 au 26 août 2020

## Escadrilles
- escadrille 3C2 "Trident"
- escadrille 4C1 "Lion"

## Bases
- BA151 Rabat-Salé
- BA133 Nancy-Ochey
- BA120 Cazaux